# 蘇弄蝶屬
蘇弄蝶屬（學名：Sodalia）是弄蝶科弄蝶亞科中的一個屬。物種分佈於新熱帶界。

## 物種
- Sodalia coler
- Sodalia dimassa
- 蘇弄蝶 Sodalia sodalis